# The Devil's Disciple (1959)
The Devil's Disciple is een Brits-Amerikaanse filmkomedie uit 1959 onder regie van Guy Hamilton. Het scenario is gebaseerd op het gelijknamige toneelstuk uit 1897 van de Ierse auteur George Bernard Shaw.

## Verhaal
Door een fout in de Britse regering vergeet iemand te melden dat generaal Burgoyne hulp nodig heeft om de Amerikaanse rebellen te verslaan. Daardoor verliest Groot-Brittannië zijn overzeese koloniën.

## Rolverdeling
| Acteur            | Personage           |
| ----------------- | ------------------- |
| Burt Lancaster    | Anthony Anderson    |
| Kirk Douglas      | Richard Dudgeon     |
| Laurence Olivier  | Generaal Burgoyne   |
| Janette Scott     | Judith Anderson     |
| Eva Le Gallienne  | Mevrouw Dudgeon     |
| Harry Andrews     | Majoor Swindon      |
| Basil Sydney      | Meester Hawkins     |
| George Rose       | Britse sergeant     |
| Neil McCallum     | Christie Dudgeon    |
| Mervyn Johns      | Maindeck Parshotter |
| David Horne       | Oom William         |
| Erik Chitty       | Oom Titus           |
| Allan Cuthbertson | Britse kapitein     |
| Percy Herbert     | Britse luitenant    |
| Phyllis Morris    | Vrouw van Titus     |